# Eolie cnidie
Le isole Eolie furono colonizzate, attorno al 580 a.C., da coloni provenienti da Cnido, dalla costa sudoccidentale dell'Asia Minore, entrando così a fare parte, anche se tardivamente, del fenomeno di colonizzazione della Sicilia greca.

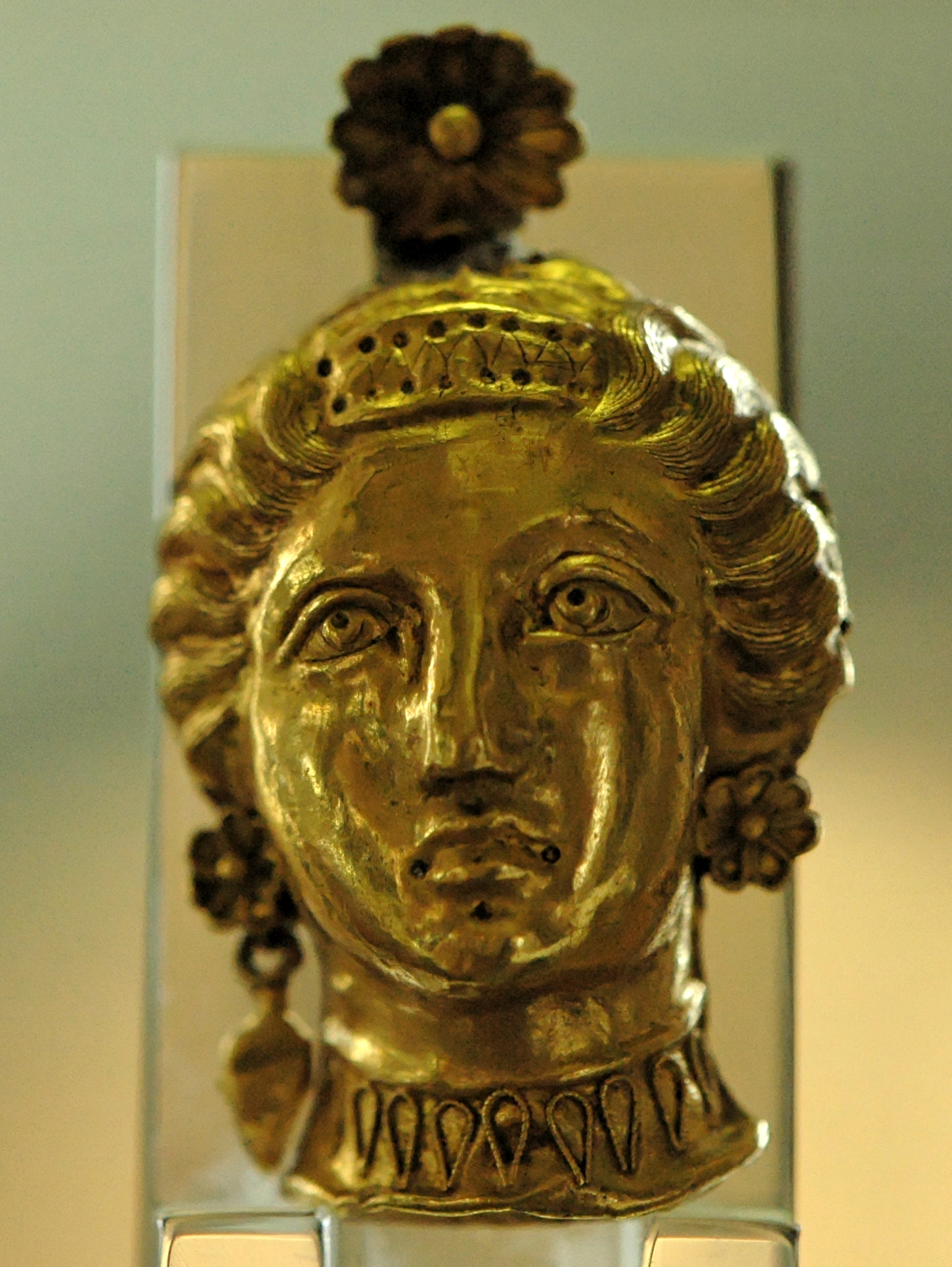
Testina, Magna Grecia

## L'arcipelago
Le isole, dai nomi particolarmente fascinosi, rivestivano un'importanza strategica notevole per essere situate lungo rotte navali di grande interesse commerciale e militare. Collegavano infatti la Sicilia settentrionale e nordoccidentale alle coste di quella che in ambito greco era chiamata Italía per distinguerla dall'intera penisola denominata Esperia, Ausonia o col nome nativo di Saturnia.

L'Italía greca identificava la penisola lucano-brutia delimitata a nord dalla linea ideale che univa Posidonia a Metaponto.
(Strabone, Geografia, V, 1, 1, trad. A. M. Braschi)
Il possesso dell'arcipelago consentiva anche il controllo del traffico marino dello stretto di Messina da e per l'Italía oltre che per le altre regioni più settentrionali della penisola.
(Strabone, Geografia, VI, 10-11, trad. A. M. Braschi)
Lipari era il centro politico-militare del piccolo arcipelago che 
(Strabone, op. cit)

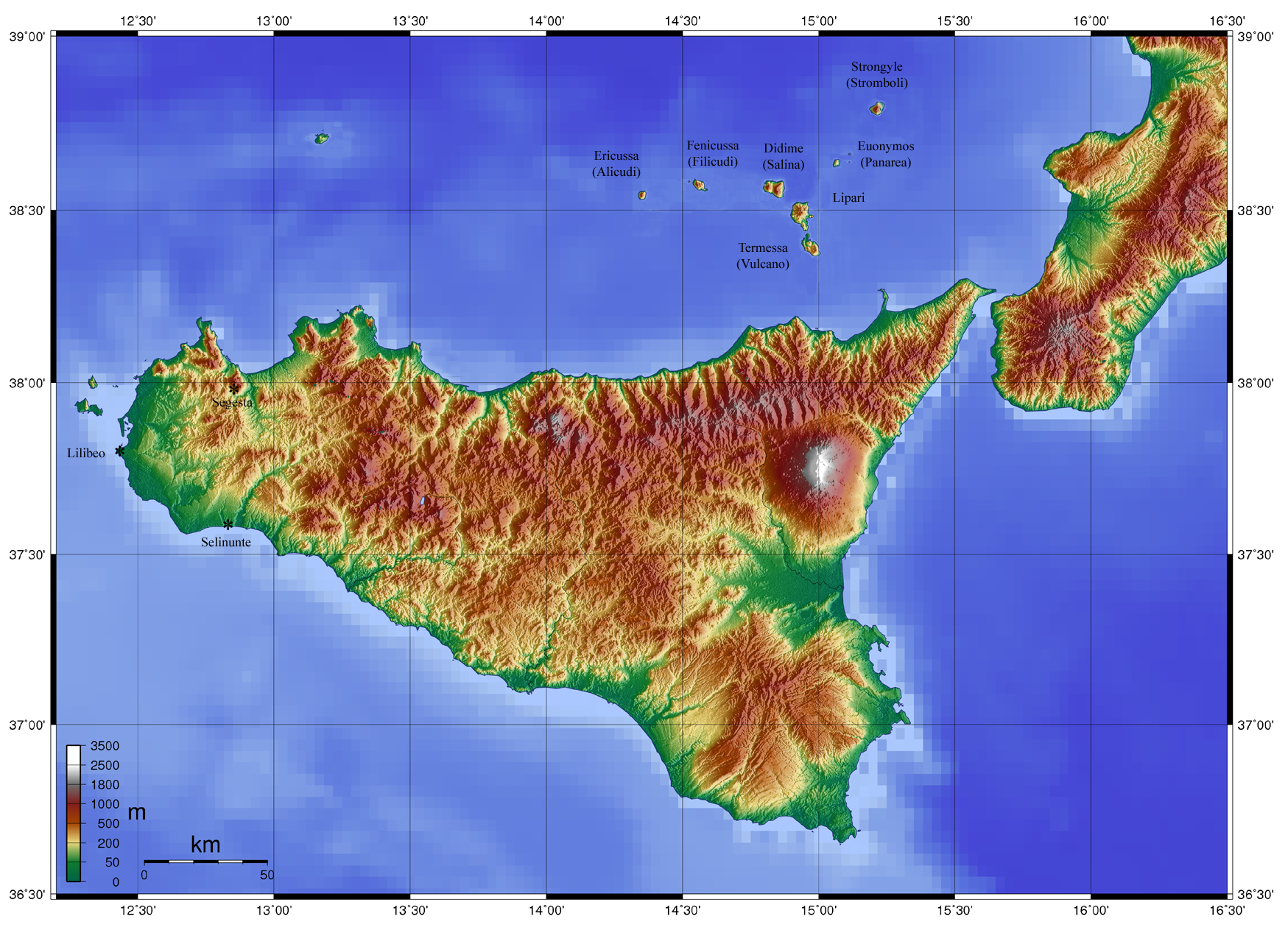
Eolie cnidie

 e comprendeva oltre a Thermessa, sacra ad Efesto, oggi Vulcano, Ericussa oggi Alicudi, Fenicussa oggi Filicudi, Didime oggi Salina, Euonimos oggi Panarea e Strongyle oggi Stromboli.
Il territorio prevalentemente di natura vulcanica, piuttosto arido e difficile dal coltivare, si prestava, e non in tutte le isole, a una agricoltura di tipo eroico. La limitata superficie dell'arcipelago unita alla sua conformazione orografica particolarmente difficile oltre alle insite difficoltà logistische per gli spostamenti lo rendevano inadatto a uno sviluppo demografico importante. Tutti questi fattori, però, che da un punto di vista socioeconomico erano particolarmente negativi divenivano estremamente importanti e positivi sotto l'aspetto strategico-militare in quanto lo rendevano da una parte facilmente difendibile e dall'altra un punto di osservazione e controllo fondamentale per il traffico militare e commerciale che si svolgeva in quel bacino del Mediterraneo.

Lipari sotto quest'ultimo aspetto era il centro di coordinamento militare e base della flotta 
(Strabone, op. cit)

## La colonizzazione

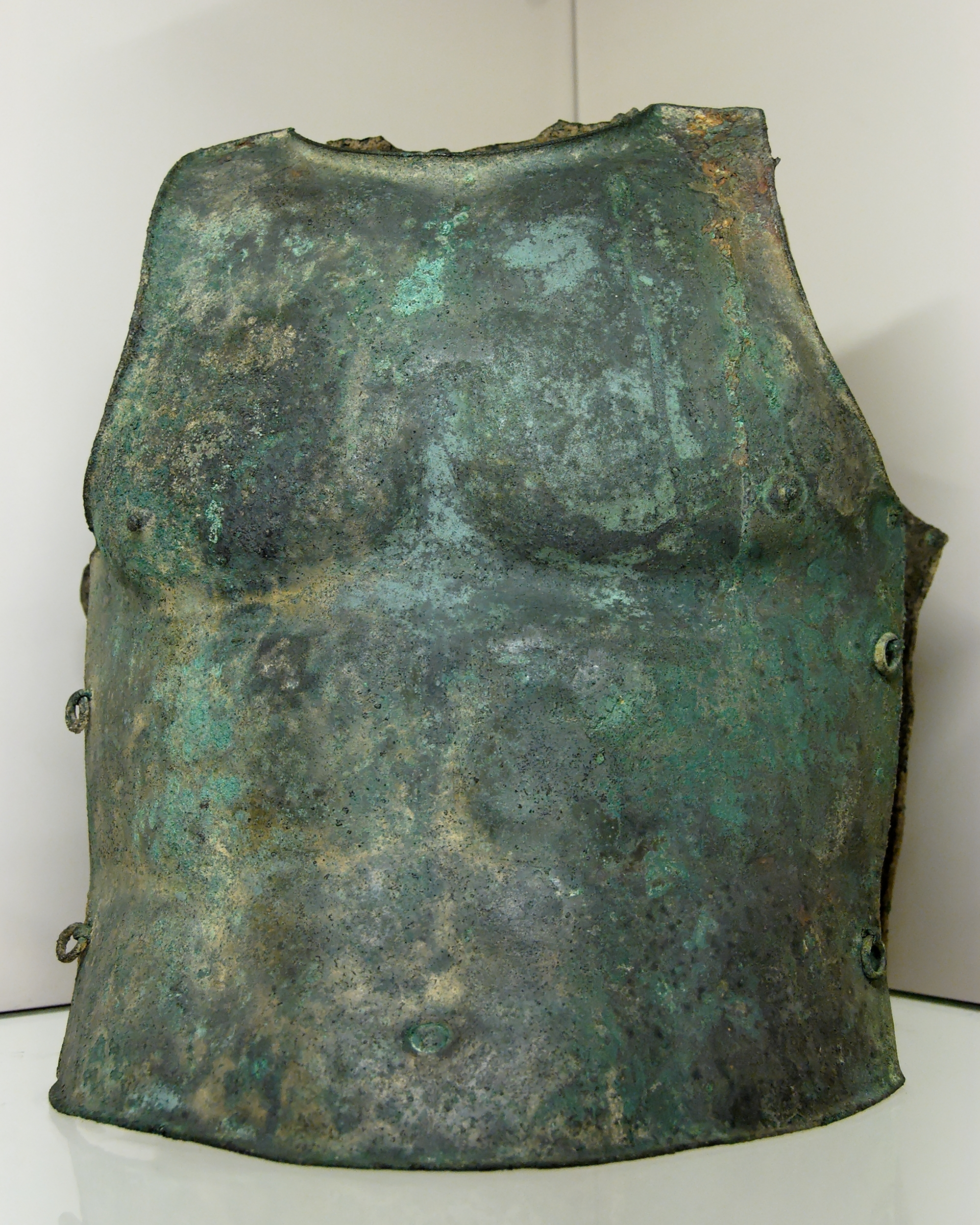
Corazza ellenica

L'emigrazione cnidia verso occidente fu relativamente tarda, occupò, infatti, posizioni residuali che il precedente espansionismo ellenico aveva trascurato.

La spinta a lasciare la propria pólis era più o meno la stessa di quella della diaspora ellenica che aveva portato alla formazione della Megále Hellás, la Magna Grecia, quasi sempre una pressione demografica insostenibile, magari accompagnata da una carestia e spesso da motivazioni politiche che costringevano all'esilio. Erodoto ne dà una sintetica ma efficace descrizione nella emigrazione di Tirreno, 
(Erodoto, Le storie,I 94 5, traduzione di V. Antelami, Milano, Arnoldo Mondadori Editore, 1988)
Il Mediterraneo era sempre stato interessato da intense correnti di traffici commerciali e migratorie, ma fu a partire dall'VIII secolo a.C. che si intensificò il flusso colionale che venne ad aggiungersi a quello più arcaico miceneo, cicladico o rodio.
Non sempre le migrazioni riuscivano secondo quanto programmato alla partenza, a volte la sistemazione o la destinazione finale effettiva erano decise dalle contingenze storiche mutate o dal caso, sotto forma di fato, che tutto decideva e tutto spiegava.
La colonizzazione cnidia delle Eolie è l'esempio di un esito diverso dal quello sperato alla partenza.

## La spedizione cnidia

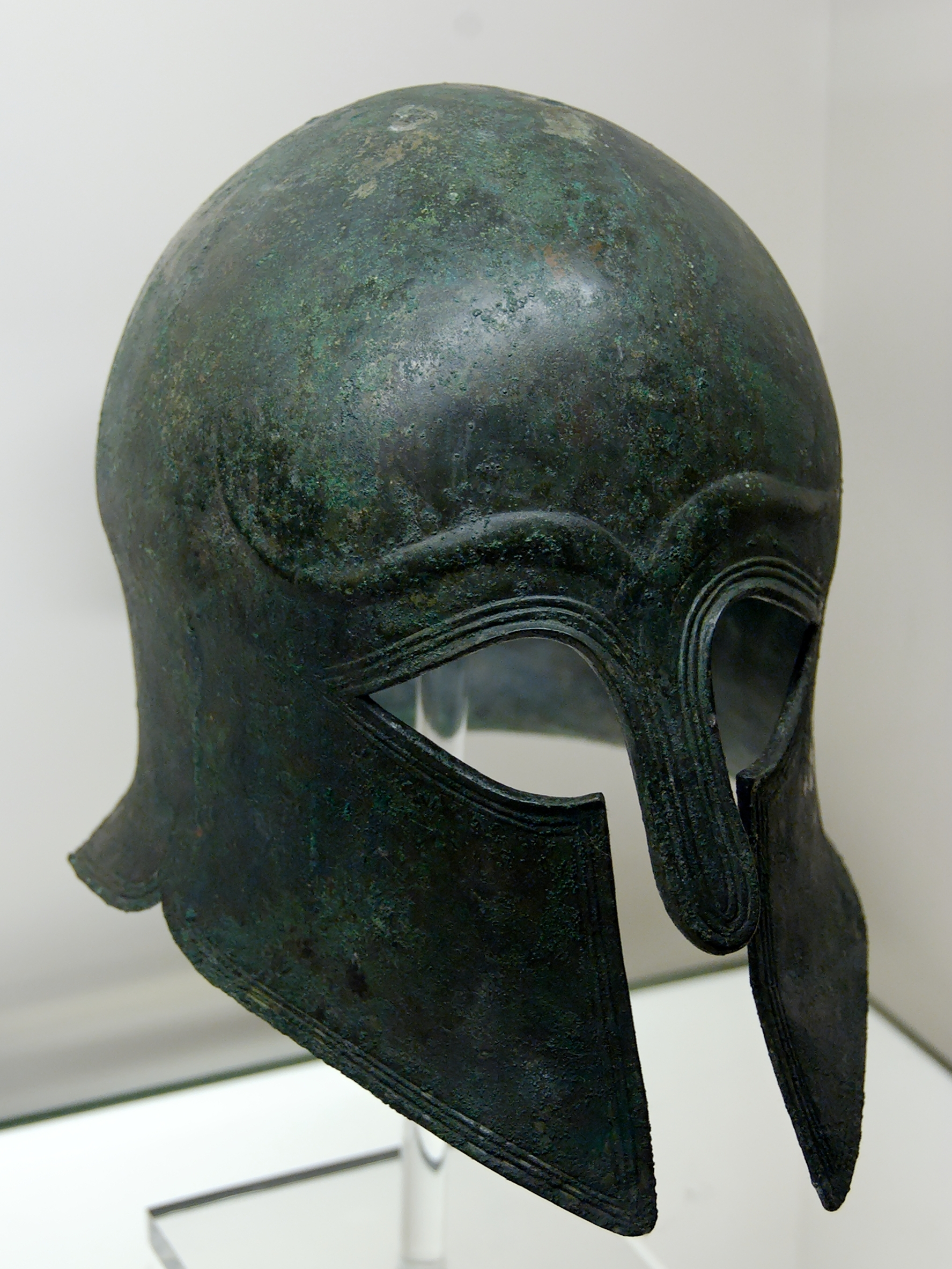
Elmo corinzio.

Nel 580 a.C. un gruppo di cittadini di Cnido con elementi di Rodi, sotto la guida di Pentatlo, un aristocratico cnidio, che reclamava la propria appartenenza alla stirpe di Ercole tramite l'ascendente Ippote, si mise in mare alla volta della Sicilia per sfuggire alla difficile situazione politica della propria città vessata dai re asiatici.

Il tentativo era quello di fondare una colonia nel territorio lilibeo inserendosi nella guerra in corso tra Selinunte e Segesta a fianco dei selinuntini. La scelta di campo non fu felice, Pentatlo fu infatti sconfitto e ucciso in battaglia assieme a molti dei suoi, secondo la testimonianza che ne dà Diodoro Siculo
(Diodoro Siculo, Biblioteca storica, V, 9, 1-3, V. Manfredi, I greci d'occidente, Milano, Mondadori, 1996)

## La colonia
Dopo la sconfitta gli cnidii superstiti decisero di abbandonare l'impresa migratoria e ritornare in patria, ma, preso il mare, raggiunsero Lipari dove, accolti dagli indigeni e invitati a trattenersi, si fermarono e costituirono una colonia.

I nuovi coloni dovettero affrontare l'ostilità e gli attacchi dei pirati etruschi e per questo formarono una flotta. Parte di loro si diede all'attività militar-marinaresca divenendo anch'essi pirati non meno temibili degli etruschi. Gli altri si dedicarono all'agricoltura che svolsero sulle isole vicine in un regime di proprietà comune mentre a Lipari, il centro della colonia, tutti 
(Diodoro Siculo, op. cit.)

## Contraddizioni

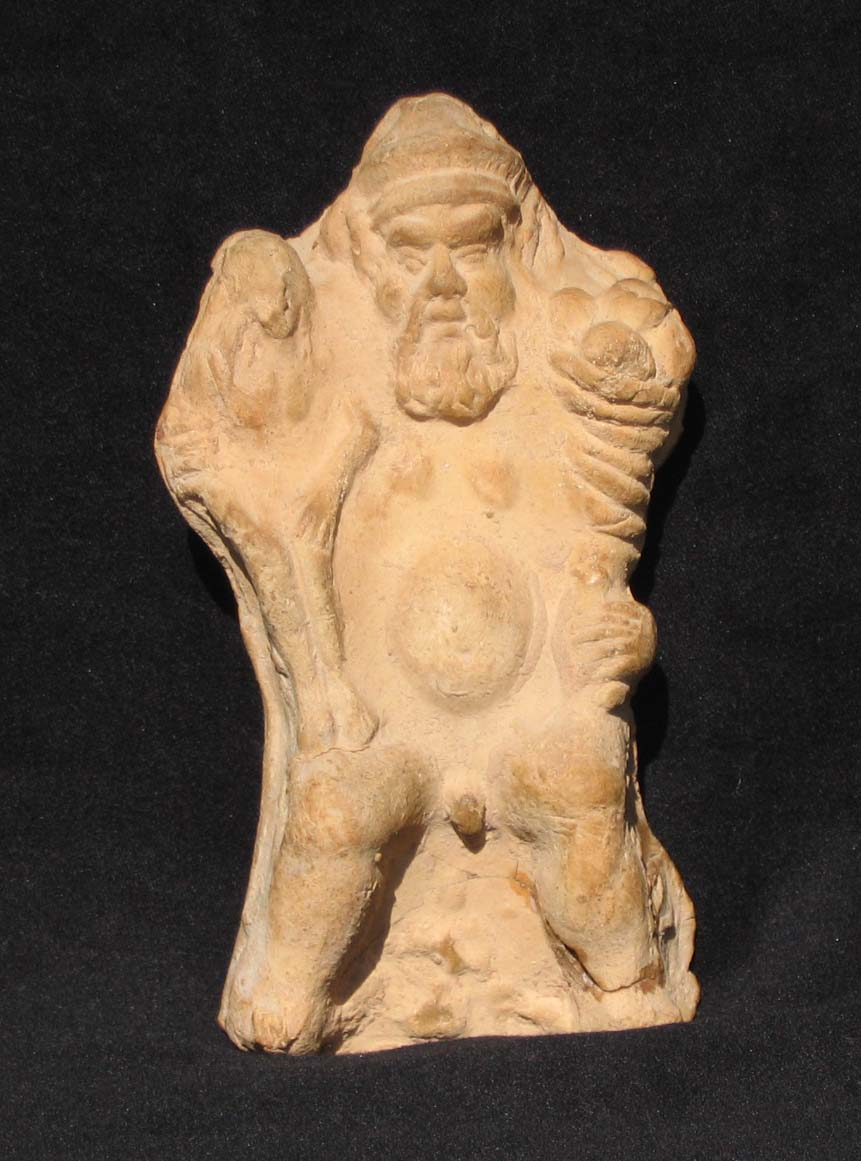
Votiva liparea

Questa la nascita della colonia cnidia nell'arcipelago eolico secondo la narrazione di Diodoro, narrazione, però, che a un attento esame presenta alcune contraddizioni e incongruenze che fanno pensare a una diversa dinamica nello svolgimento dell'avventura di Pentatlo e dei suoi.
Lipari non si trova, in effetti, lungo la rotta che dal Lilibeo porta a Cnido, né la si può incontrare casualmente; d'altra parte non è ragionevolmente accettabile che la popolazione indigena possa avere accolto in maniera amichevole quelli che erano dei guerrieri stranieri armati con cui dividere le proprie terre e le proprie donne volontariamente.
È più facile, ma anche più logico, pensare che la destinazione liparea fu voluta e che vi fu un'occupazione con conseguente spoliazione dei nativi da parte dei nuovi venuti oppure che gli indigeni erano degli altri cnidii che avevano precedentemente colonizzato l'isola alcuni decenni prima quando i megaresi fondarono Selinunte nel 627 a.C. Evidenze archeologiche, fra l'altro, testimoniano contatti minoico-micenei fin dal XVI secolo a.C.

Questa ricostruzione ha il vantaggio di rendere coerente il racconto di Diodoro: Lipari non fu per gli cnidii una destinazione fortuita bensì di riserva, dove gli indigeni erano dei confratelli che li avevano preceduti e non autoctoni originari che liberamente cedettero parte del proprio territorio. 
(Valerio Manfredi, op. cit.)

## La comunione
Una particolarità caratterizzò nelle Eolie la vita dei coloni cnidii, almeno nei primi tempi, la gestione in comunità dei beni primari di sussistenza, quasi kibbutz ante litteram, e la proprietà comune della terra adibita all'agricoltura. Un'altra peculiarità era data dal fatto che la terra coltivabile si trovava nelle isole vicine e i coloni erano costretti a recarsi presso di esse per l'attività agricola effettuando una sorta di pendolarismo marino. 
(Tucidide. La guerra del Peloponneso, III, 88, 2, traduzione di Claudio Moreschini, Milano, Rizzoli, 2008)
 I coloni gestirono la terra secondo un regime comunistico tipico di economie arcaiche e inconsueto in questa parte del Mediterraneo, 
(Domenico Musti, Magna Grecia, Bari, GLF, 2005)
Successivamente, dopo essersi suddivisa Lipari, si suddivisero anche le altre isole ma solo per un ventennio trascorso il quale effettuavano una nuova ripartizione mediante sorteggio.
Questa costituzione della Lipari cnida dovette colpire la fantasia dei contemporanei e forse influenzare le utopie di riforma dello Stato che sbocciarono in quei tempi e nei secoli seguenti. Sembra che lo storico greco Evemero di Messina, di cui gran parte delle opere sono andate perdute, abbia scritto proprio su questa costituzione comunitaria delle Eolie. Addirittura si vuole che lo stesso Platone nella stesura della sua Repubblica - scritta fra il 380 e il 360 a. C. - si sia ispirato all'esperienza liparese, contrapponendo alle classi dei marinai e dei contadini quella dei guerrieri e dei lavoratori e prevedendo la proprietà collettiva invece di quella privata.

## L'epilogo

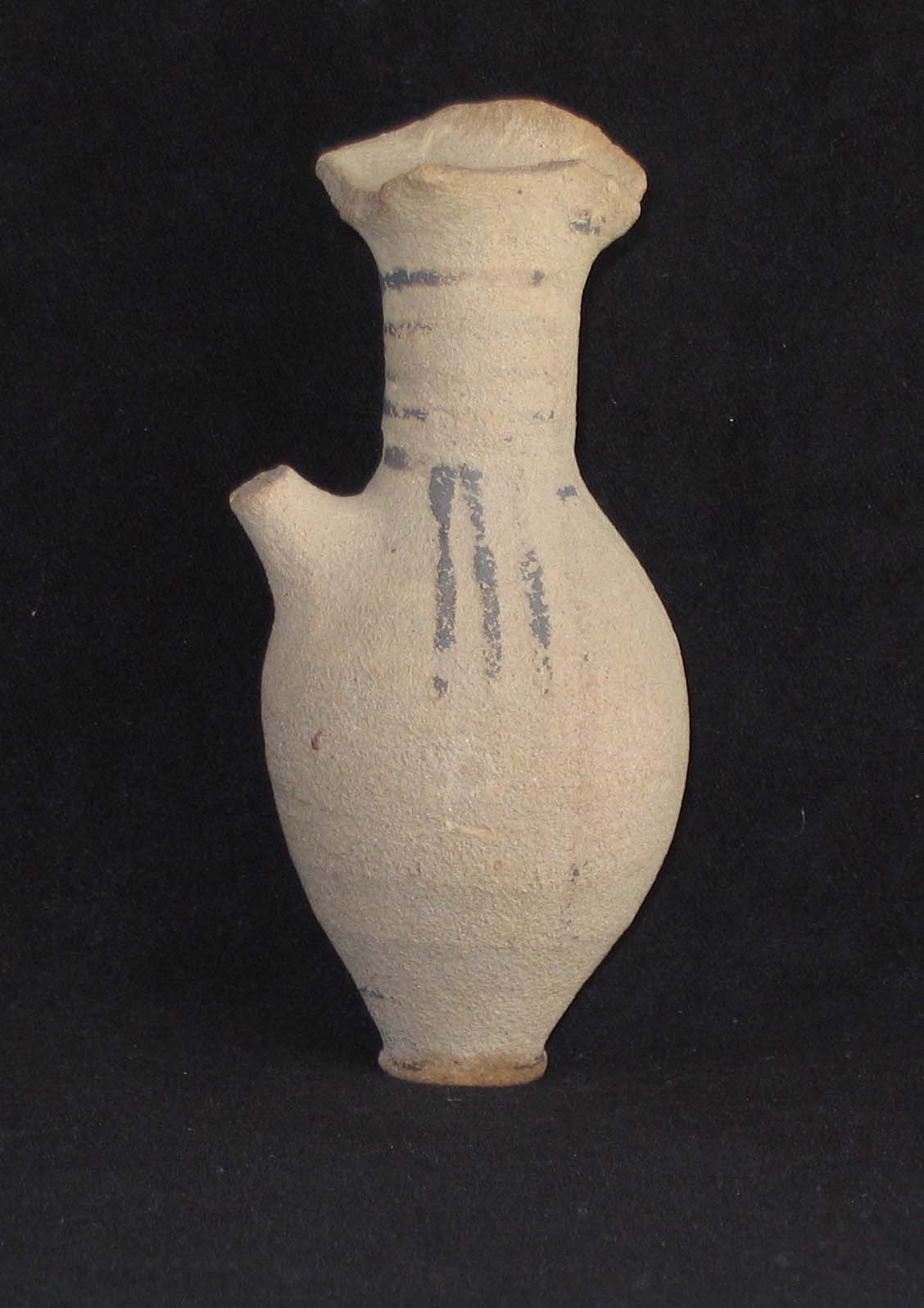
Vasetto lipareo

La colonia cnidia di Lipari era costituita da guerrieri che avevano abbandonato la propria patria ed erano anche reduci dalla dura sconfitta di Pentatlo sul Lilibeo: a essi non rimanevano che queste isole come nuova patria, la loro vita sarebbe stata una continua lotta per la sopravvivenza con l'alternativa della scomparsa come gruppo e come individui.
Sistemati in siti isolati, poco più che dei grossi scogli, ma appetiti per la loro valenza strategica, dovettero confrontarsi con forze ostili, i pirati etruschi, che li attaccavano.
Guerrieri abili e determinati, sconfissero ripetutamente le navi etrusche allontanandone il pericolo; prosperarono, quasi certamente sui mari con la pirateria, tanto da potere inviare ricche decime al santuario di Delfi.
Nel 396 a.C. cadde sotto gli attacchi dei cartaginesi di Imilcone II per essere recuperata, lo stesso anno, da Dioniso di Siracusa in aiuto del quale erano intervenuti lo spartano Farace e una provvidenziale peste che aveva decimato i cartaginesi.
Non si hanno altre notizie sulla colonia cnidia delle Eolie probabilmente oscurate dai ben più risonanti fatti storici che interessarono la Magna Grecia e di cui seguirono le sorti all'apparire di quella nuova forza che avrebbe cambiato il mondo, i Romani.

### Fonti antiche
- Diodoro Siculo. Biblioteca storica. Milano, BUR, ISBN 88-17-10021-8.
- Strabone. Geografia. Milano, Bur, 1988. ISBN 88-17-16687-1.
- Erodoto. Le storie. Torino, UTET, 2006. ISBN 88-02-07417-8.
- Tucidide. La guerra del Peloponneso. Torino, Einaudi-Gallimard, 1996. ISBN 88-446-0036-6.

### Fonti moderne
- John Boardman. Les grecs outre-mer, colonisation et commerce archaïques. Napoli, Centre Jean Bérard, 1995. ISBN 2-903189-49-8.
- Lorenzo Braccesi. I greci delle periferie. Bari, GLF, 2003. ISBN 88-420-6997-3.
- Luigi Bernabò Brea. Gli Eoli e l'inizio dell'età del bronzo nelle isole Eolie e nell'Italia meridionale. Napoli, Istituto universitario orientale, 1985.
- Giancarlo Buzzi. Magna Grecia e Sicilia. Milano, Mondadori, 1995. ISBN 88-04-39705-5.
- Luciano Canfora. Tucidide non esiliato e la testimonianza di Aristotele. Boll. Istituto Filologia Greca, Università di Padova, 1978.
- Ettore M. De Juliis. Greci e italici in Magna Grecia, un rapporto difficile. Bari, GLF, 2004. ISBN 88-420-7175-7.
- Oswald Dilke. Greek and Roman maps. Baltimore, London, The Johns Hopkins university press. ISBN 0-8018-5897-6.
- Pier Giovanni Guzzo. La Magna Grecia, italici e italioti, collana «Universale Electa/Gallimard●Storia e civiltà» (nº 79), Torino, Electa/Gallimard, 1996. ISBN 88-445-0087-6.
- Pier Giovanni Guzzo. Le città scomparse della Magna Grecia, dagli insediamenti protostorici alla conquista romana. Roma, Newton Compton, 1982.
- Guido Libertini. Le isole Eolie nell'antichita greca e romana. Firenze, Bemporad, 1921.
- Valerio Massimo Manfredi. I greci d'occidente. Milano, Mondadori, 1996. ISBN 88-04-48060-2.
- Valerio Massimo Manfredi. Mare greco. Milano, Mondadori, 2007. ISBN 978-88-04-43094-0.
- Domenico Musti. Magna Grecia. Il quadro storico. Bari, GLF, 2005. ISBN 88-420-7585-X.
- Domenico Musti. Strabone e la Magna Grecia, città e popoli dell'Italia antica Padova, Esedra, 1994. ISBN 88-86413-07-6.
- Renato Peroni. L'Italia alle soglie della storia. Bari, GLF, 2004. ISBN 88-420-7240-0.
- David Ridgway. L'alba della Magna Grecia. Milano, Longanesi, 1992. ISBN 88-304-0260-5.
- Richard Ernest Wycherley. How the Greeks built cities. London, Norton & Co., 1962. ISBN 0-393-00814-2.
- Michele Giacomantonio, Navigando nella storia delle Eolie, Marina di Patti, Pungitopo, 2010. ISBN 978-88-89244-67-8.

### Atti di convegno
- Nella terra degli Enotri. Atti del Convegno Tortora 1998 a cura di G. F. La Torre e A. Colicelli, Paestum, 1999.
- Lo Stretto, crocevia di culture. Atti convegno Taranto 1986.
- Il commercio greco nel Tirreno in età arcaica. Atti del seminario in onore di Mario Napoli, Salerno 1977.
- Crise et transformation des sociétés archaïques de l'Italie antique au V siècle av. J. C.. Atti della Table ronde, Roma 1987, Roma 1990.